# 吉田静一
吉田 静一（よしだ しずかず、1930年8月6日 - 1982年4月13日）は、日本の経済学者。専門はフランス経済史、フランス経済学史。経済学博士（名古屋大学、1966年）。
シモンド・ド・シスモンディやサン＝シモンといった思想家について、旧来のマルクス主義的な経済学史にとらわれず、その思想の内在的研究を行った。

## 経歴
1930年、東京生まれ。旧制東京高等学校文科を卒業。1950年、名古屋大学経済学部経済学科入学。水田洋に学ぶ。
1953年に卒業後、京都大学人文科学研究所助手を経て、1958年に関西大学経済学部に着任。1968年、神奈川大学経済学部に移籍し教授を務める。1971年から1973年までフランス留学。1977年から東京経済大学経済学部教授に就任。専攻は経済学史。
1982年、肝臓癌のため横浜市戸塚区の病院で逝去。享年51。

## 著書
- 『フランス重商主義論』未來社、1962年
- 『市民革命と資本主義』未來社、1964年
- 『異端の経済学者--シスモンディ』新評論、1974年
- 『近代フランスの社会と経済』未來社、1975年
- 『サン・シモン復興--思想史の淵から』未來社、1975年
- （共編著）『経済学史』世界書院、1979年
- 『フランス古典経済学研究--シモンド・ド・シスモンディの経済学』有斐閣、1982年

## 訳書
- R・H・ヒルトン『封建制の危機』（武居良明と共訳）未來社、1956年
- マルク・ブロック「中世末からフランス革命までの領主制と土地所有の変質」、『フランス農村史の基本性格』創文社、1959年
- アンリ・ルフェーヴル『カール・マルクス--その思想形成史』ミネルヴァ書房、1960年
- H・グロスマン「シスモンディの経済理論」1・2、『商経論叢』（神奈川大学）第10巻第1号（1974年）、第10巻第3・4号（1975年）
- マキシミリアン・リュベル「もっとも弱い環--不均等発展の《法則》について」1-4、『未来』（未來社）、1974-75年
- シスモンディ「経済学新原理」1-6、『商経論叢』（神奈川大学）第11巻第3・4号、第12巻第1、2号（1976年）、第12巻第3、4号（1977年）、『東京経大学会誌』第130号、1983年
- マキシミリアン・リュベル『マルクスにおける経済学の形成』未來社、1977年